# Юнацька збірна Демократичної Республіки Конго з футболу (U-17)
Юнацька збірна Демократичної Республіки Конго з футболу (U-17) — національна футбольна збірна Демократичної Республіки Конго, що складається із гравців віком до 17 років. Керівництво командою здійснює Конголезька федерація футбольних асоціацій.
Головним континентальним турніром для команди є Юнацький (U-17) чемпіонат Африки з футболу, успішний виступ на якому дозволяє отримати путівку на Чемпіонат світу (U-17). Також може брати участь у товариських і регіональних змаганнях. Протягом 1980-х років функціонувала у форматі U-16.